# Garra surinbinnani
Garra surinbinnani — вид риб родини коропових (Cyprinidae). Описаний у 2019 році.

## Назва
Вид названо на честь Суріна Біньнана (там. สุรินบินนาน) — директора Фонду охорони західного лісового комплексу та провідної фігури в охороні природних територій Таїланду.

## Поширення
Ендемік Таїланду. Трапляється лише у річці Меклонг на ділянках зі швидкою течією.

## Опис
У басейні річки Меклонг вид найбільше схожий на Garra fuliginosa, від якого відрізняється тим, що на морді є дволопатевий (а не трилопатевий) хоботок та 12-13 (проти 15-16) циркумпендукулярних лусочок. Garra surinbinnani відрізняється від інших видів Garra Південно-Східної Азії - Garra notata та Garra salweenica в басейні Салуїна, та Garra cyrano в басейні Меконгу - 12-13 (проти 15-16) циркумпендукулярних лусочками, а від усіх інших видів Garra з дволопатевим хоботком і 12-13 циркулярними лусками за межами Південно-Східної Азії — 28-31 (проти 34 і більше) лусочками бічної лінії.